# Manuel de Zequeira
Manuel de Zequeira y Arango (La Habana, 28 de agosto de 1764 - La Habana, 19 de abril de 1846) fue un poeta, periodista, militar y funcionario público cubano. Es considerado como el primer poeta cubano.

## Biografía
Procedía de familia noble y pudiente. Aprendió las primeras letras en su propio hogar. En 1774 entró en el Seminario de San Carlos, donde estudió historia, literatura y la cultura latina. Allí trabó amistad con el padre Félix Varela y Morales. 
Como militar, llegó a alcanzar el grado de coronel de infantería. Después de sus correrías militares, vuelve a La Habana, en donde contrae matrimonio con Maria Belen Caro Campuzano-Polanco procedente de una familia prominente de Santo Domingo.
Está considerado como el primer poeta cubano, no en el sentido cronológico (honor reservado a Silvestre de Balboa), sino en el simbólico, por su calidad y vocación líricas, y por el conocimiento consciente de su instrumento poético, además es uno de los personajes más conocidos de Cuba a lo largo de la historia 
El como poeta, cultivó tanto el soneto como la décima o espinela, un tipo de estrofa muy popular entre sus contemporáneos. Su poema La Ronda se considera precursor de muchas tendencias y movimientos literarios posteriores, como es el caso del surrealismo y otras vanguardias del siglo XX.
En su faceta periodística, fue el primer director del diario Papel Periódico de La Habana.
A principios del siglo XIX, fundó ''El Criticón de La Habana'', una publicación que en ocasiones solía escribir el propio Zequeira en su integridad. En sus artículos abogó por la literatura como una vía eficiente para la reforma social, haciendo también con su prosa humorística y refinada ironía una crítica de la sociedad de su época.
Manuel de Zequeira y Arango falleció en La Habana el 19 de abril de 1846.